# Ciénaga de Oro
Pour les articles homonymes, voir Ciénaga.
Ciénaga de Oro est une municipalité située dans le département de Córdoba, en Colombie.

## Personnalité liée à la communauté
- Gustavo Petro (1960-), homme politique colombien.